# Meyerosuchus
Meyerosuchus is een geslacht van uitgestorven mastodonsauroïde temnospondyle Batrachomorpha (basale 'amfibieën'). Fossielen zijn gevonden in de Hardegsen-formatie uit het Vroeg-Krijt van Zuid-Duitsland. Meyerosuchus is ook aanwezig in de afzettingen uit het Laat-Olenekien van de Midden-buntsandstein.
Hermann von Meyer gebruikte in 1847 de naam Labyrinthodon fürstenbergianus maar zonder voldoende beschrijving zodat het een nomen nudum bleef. In 1855 benoemde hij geldig Labyrinthodon fürstenbergianus. Het holotype was FSD-1, een voorste verhemelte gevonden bij Freudenstadt. De soort werd bij vele andere geslachten ingedeeld. Het holotype ging verloren maar er zijn afgietsels.
In 1966 benoemde Ochev een apart geslacht Meyerosuchus waarvan de naam Von Meyer eert. De combinatio nova werd daarbij fout gespeld als Meyerosuchus fuerstenberganus, 
Meyerosuchus is nauw verwant aan Stenotosaurus. Beide geslachten zijn gegroepeerd in de familie Stenotosauridae en de twee geslachten kunnen zelfs synoniem zijn.